# Florentin Champel
Florentin Champel, né le 10 novembre 1881 à Bruxelles et mort le 29 octobre 1949 à Paris, est un aviateur.

## Biographie
Florentin Champel participe à la Semaine d'aviation de Touraine en 1910 sur un biplan Voisin. Il est breveté le 10 juin 1910 (brevet no 94) par l'Aéro-Club de France. Le 10 juin 1911, il atterrit 62 fois dans la même journée. Il participe aux Fêtes de l'aviation de Roanne en septembre 1912 et de Gisors en juin 1913.
Après la Première Guerre mondiale, il est directeur aux automobiles Rosengart.

## Distinctions
- Chevalier de la Légion d'honneur (23 août 1925)